# 航天器裝配大樓
航天器裝配大樓（英語：Vehicle Assembly Building，簡寫VAB）是NASA肯尼迪航天中心內設計用以裝配大型載人航天器的建築，為肯尼迪航天中心39號發射複合體的一部分，體積3,664,883立方米，曾是全世界體積最大的建築之一。1966年啟用，曾用於農神5號運載火箭與太空梭發射前的裝配作業，2011年太空梭計劃終止後進行整建，以預備為太空發射系統等籌畫中的載人太空飛行計畫服務。
此大樓是世界最大（可用容積）的單層建築之一`，建成後以160.3米的高度成為佛羅里達州最高建築直到1974年，同時也是美國市區外最高建築。

## 歷史
航天器裝配大樓完工於1966年，最初是爲了裝配阿波羅計劃中的農神5號運載火箭，當時稱“Vertical Assembly Building”。後來太空梭計劃開始，遂改名為“Vehicle Assembly Building”，并用於裝配航天飛機的外儲箱和飛行器。

## 建築
航天器裝配大樓高526英尺（160.3），長716英尺（218.2），寬518英尺（157.9）。佔地8英畝（3公頃），體積為129,428,000立方英尺（3,665,000立方）。

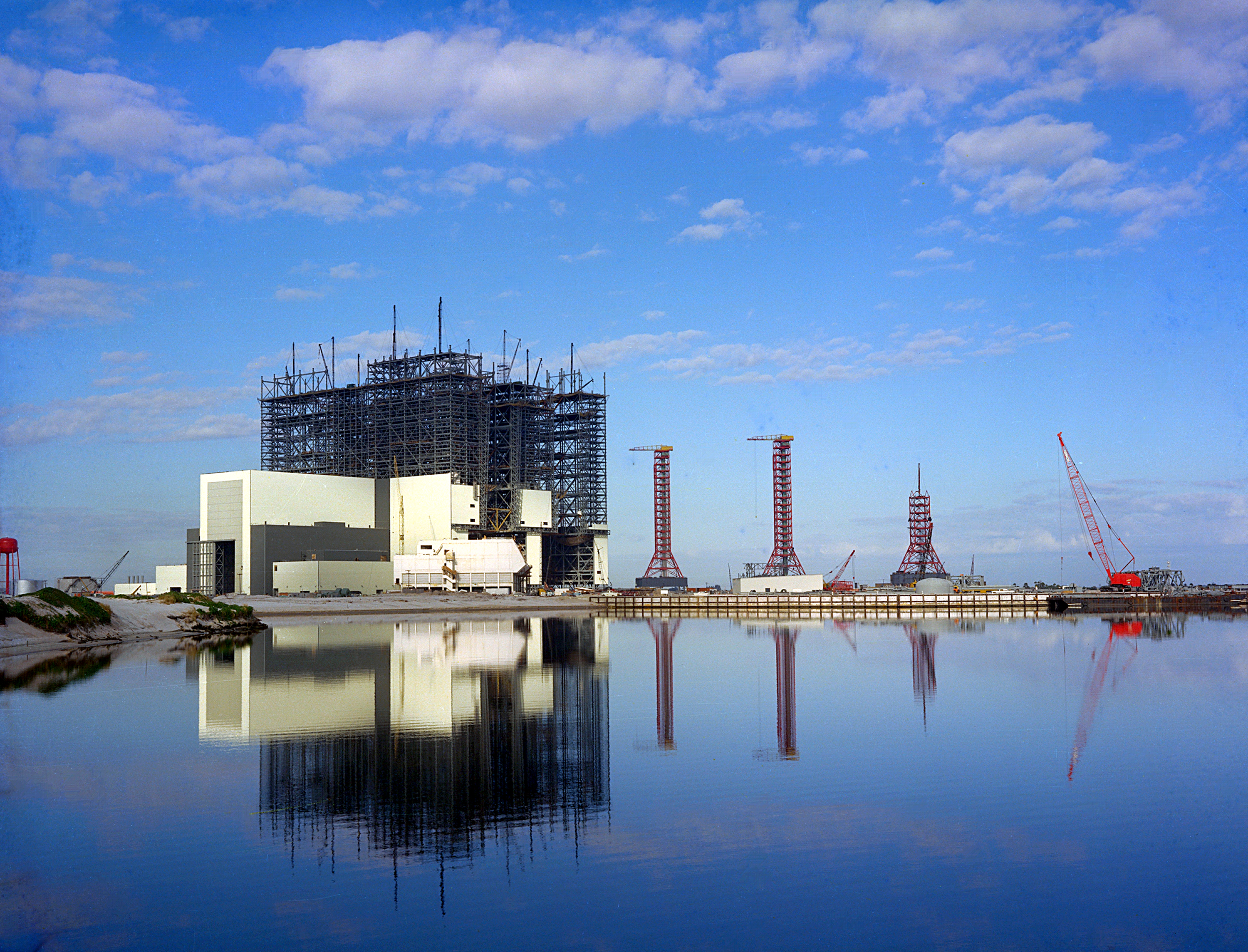
1965年尚在興建中的航天器裝配大樓、以及農神5號運載火箭裝配塔

建築內有至少一萬噸重的空調設備，頂部有125個通風口，主要由四個大型空氣處理器支持運行以保證空氣濕潤。室內空氣可在一小時內完全更新。因此建築甚至可以形成獨自的氣候，“極端潮濕天氣下天花板下會出現雨雲”。

## 外貌

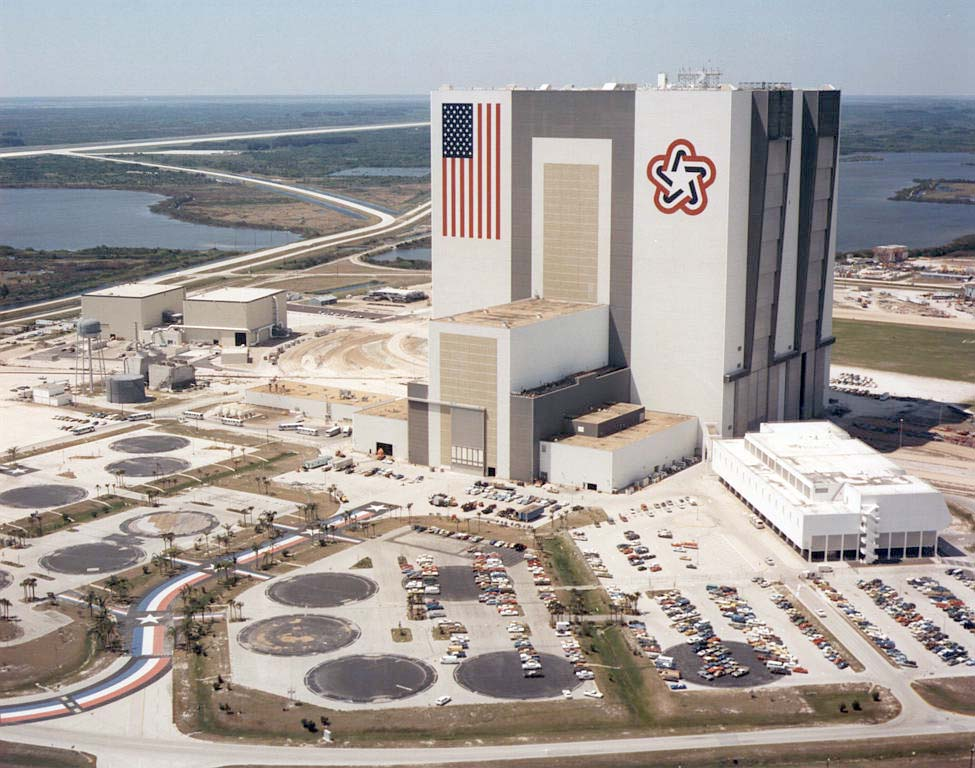
1977年的裝配大樓外觀，可見美國國旗與二百周年紀念星塗繪。

在1976年慶祝美國建國二百周年時，美國國旗被繪製在大樓上，當時是世界上最大的國旗繪畫；同時塗繪的還有美國建國二百周年的紀念標誌「二百周年紀念星」（Bicentennial Star），但後者在1998年慶祝NASA成立40周年時被NASA標誌取代。國旗上的每個星星都有6英尺（1.83）寬, 每個條幅則有9英尺（2.74）寬。
2007年初曾有計劃對大樓外貌就行修繕，以彌補多年風吹雨打的痕跡。
2004年的弗朗西斯颶風曾吹掉了大樓外部覆蓋的大量鋁板，并造成了約40,000平方英尺（3,700平方）的開口。

## 外部連結
- Vehicle Assembly Building （页面存档备份，存于） at the NASA Kennedy Space Center
- Structurae数据库中Vehicle Assembly Building的数据
- Brevard County listings at nationalregisterofhistoricplaces.com

- Vehicle Assembly Building, High Bay and Low Bay at Florida's Office of Cultural and Historical Programs
- 3D model of the building for use in Google Earth （页面存档备份，存于）| 紀錄                     | 紀錄                              | 紀錄                             |
| ------------------------ | --------------------------------- | -------------------------------- |
| 前任： 邁阿密-戴德縣法院 | 佛羅里達州最高建築 1965—1974 160m | 繼任： Independent Life Building |